# Jankel (entreprise)
 (octobre 2022).
La mise en forme du texte ne suit pas les recommandations de Wikipédia : il faut le « wikifier ».
Les points d'amélioration suivants sont les cas les plus fréquents. Le détail des points à revoir est peut-être précisé sur la page de discussion.
- Les titres sont pré-formatés par le logiciel. Ils ne sont ni en capitales, ni en gras.
- Le texte ne doit pas être écrit en capitales (les noms de famille non plus), ni en gras, ni en italique, ni en « petit »…
- Le gras n'est utilisé que pour surligner le titre de l'article dans l'introduction, une seule fois.
- L'italique est rarement utilisé : mots en langue étrangère, titres d'œuvres, noms de bateaux, etc.
- Les citations ne sont pas en italique mais en corps de texte normal. Elles sont entourées par des guillemets français : « et ».
- Les listes à puces sont à éviter, des paragraphes rédigés étant largement préférés. Les tableaux sont à réserver à la présentation de données structurées (résultats, etc.).
- Les appels de note de bas de page (petits chiffres en exposant, introduits par l'outil «  Source ») sont à placer entre la fin de phrase et le point final[comme ça].
- Les liens internes (vers d'autres articles de Wikipédia) sont à choisir avec parcimonie. Créez des liens vers des articles approfondissant le sujet. Les termes génériques sans rapport avec le sujet sont à éviter, ainsi que les répétitions de liens vers un même terme.
- Les liens externes sont à placer uniquement dans une section « Liens externes », à la fin de l'article. Ces liens sont à choisir avec parcimonie suivant les règles définies. Si un lien sert de source à l'article, son insertion dans le texte est à faire par les notes de bas de page.
- La présentation des références doit suivre les conventions bibliographiques. Il est recommandé d'utiliser les modèles {{Ouvrage}}, {{Chapitre}}, {{Article}}, {{Lien web}} et/ou {{Bibliographie}}. Le mode d'édition visuel peut mettre en forme automatiquement les références.
- Insérer une infobox (cadre d'informations à droite) n'est pas obligatoire pour parachever la mise en page.

Pour une aide détaillée, merci de consulter Aide:Wikification.
Si vous pensez que ces points ont été résolus, vous pouvez retirer ce bandeau et améliorer la mise en forme d'un autre article.
Pour les articles homonymes, voir Jankel.
Jankel est un groupe d'entreprises britannique spécialisé dans la défense et la sécurité fondé par Robert Jankel en 1955. 

## Histoire
Dans ses premières années, Jankel a fourni des services de conception et de fabrication spécialisés pour améliorer les performances des voitures de rallye et de course. En 1970, Jankel avait créé Panther Westwinds et fabriquait des voitures de sport de série et des limousines de tourisme construites en autocar pour les clients VIP. Jankel s'est ensuite diversifié dans la carrosserie pour des marques comme Rolls-Royce, Bentley et Mercedes-Benz, spécialisée dans les véhicules blindés de chef d'État. En 1997, Jankel s'est lancé dans la production de véhicules pour le ministère de la Défense et la police britanniques.
Jankel crée en 2003 une coentreprise en Jordanie avec King Abdullah II Design and Development Bureau (KADDB), la Jordan Light Vehicle Manufacturing LCC.
La filiale américaine de Jankel, Jankel Tactical Systems, a été fondée en 2008,.

## Description
Jankel est basé au Royaume-Uni à Hamm Court Farm, Weybridge, Surrey, et emploie plus de 500 personnes au Royaume-Uni, aux États-Unis et en Jordanie. Le président actuel de Jankel Group et Jankel Holdings Inc. est Andrew Jankel, fils du fondateur Robert Jankel.

## Opérateurs militaires
- Espagne Commandement des opérations spéciales (Espagne), 1 exemplaire du Jankel Fox.

## Galerie d'images

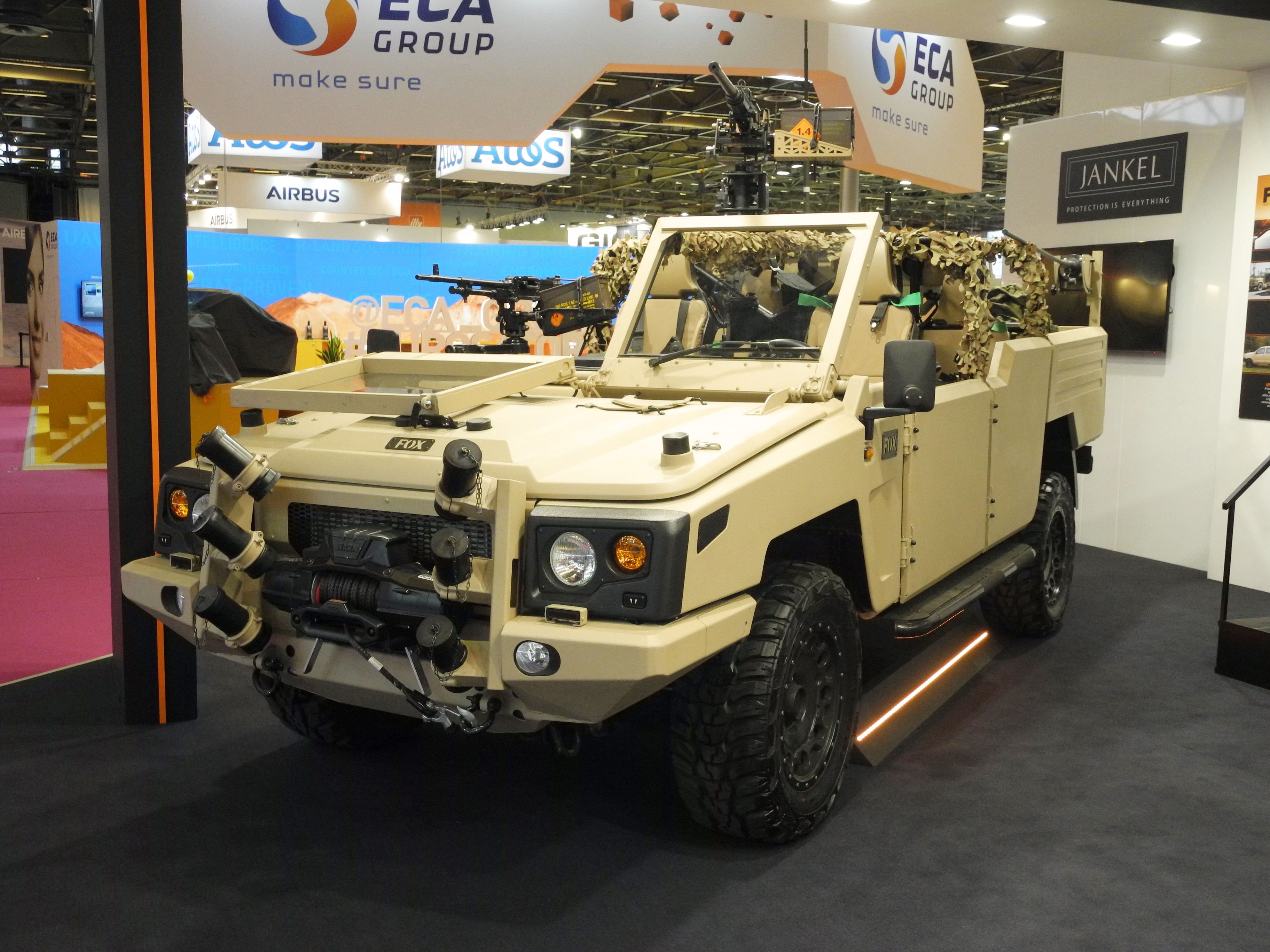
Jankel's Fox RRV à Eurosatory 2018.
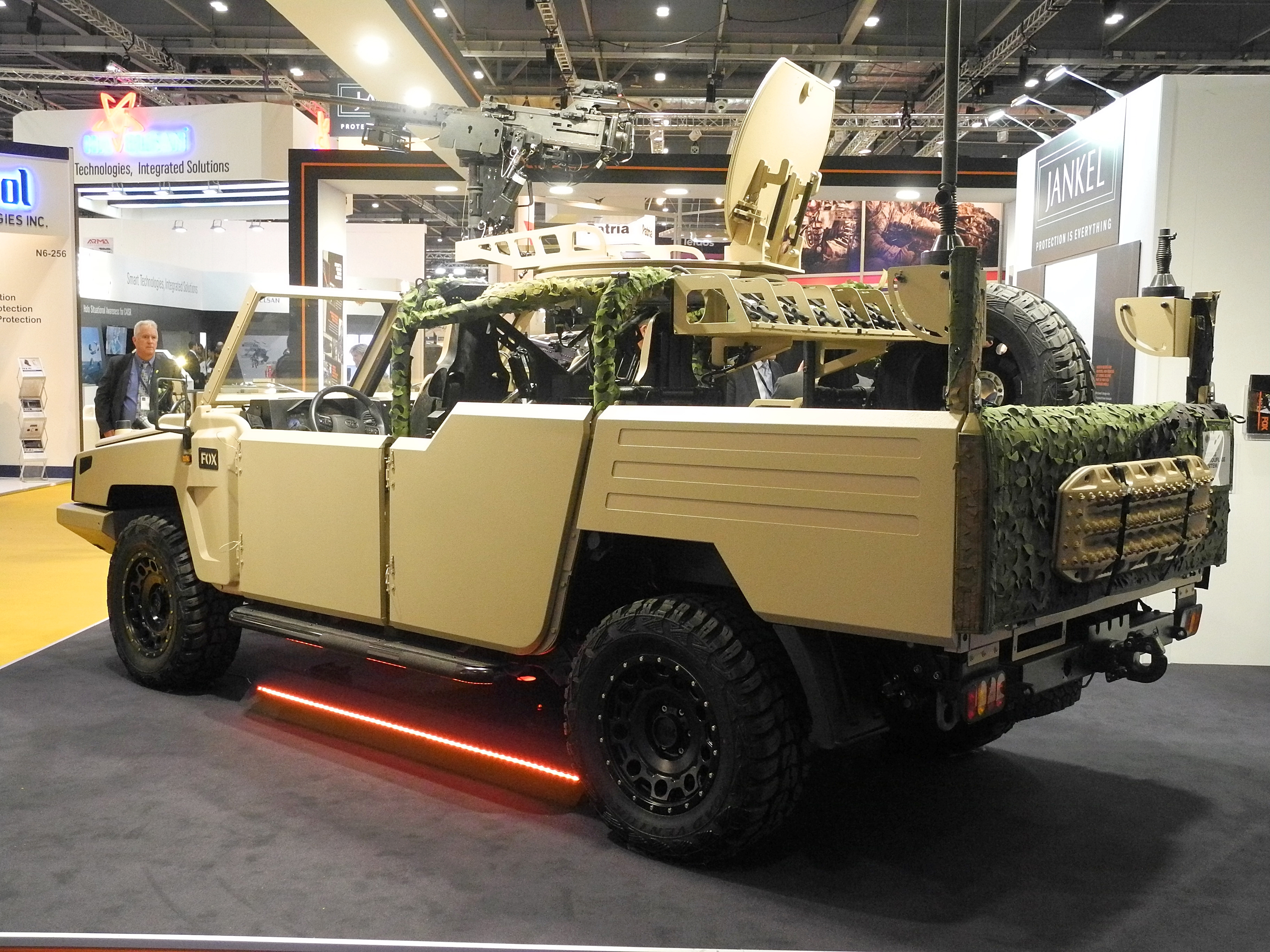
Jankel's Fox RRV au DSEi 2017.
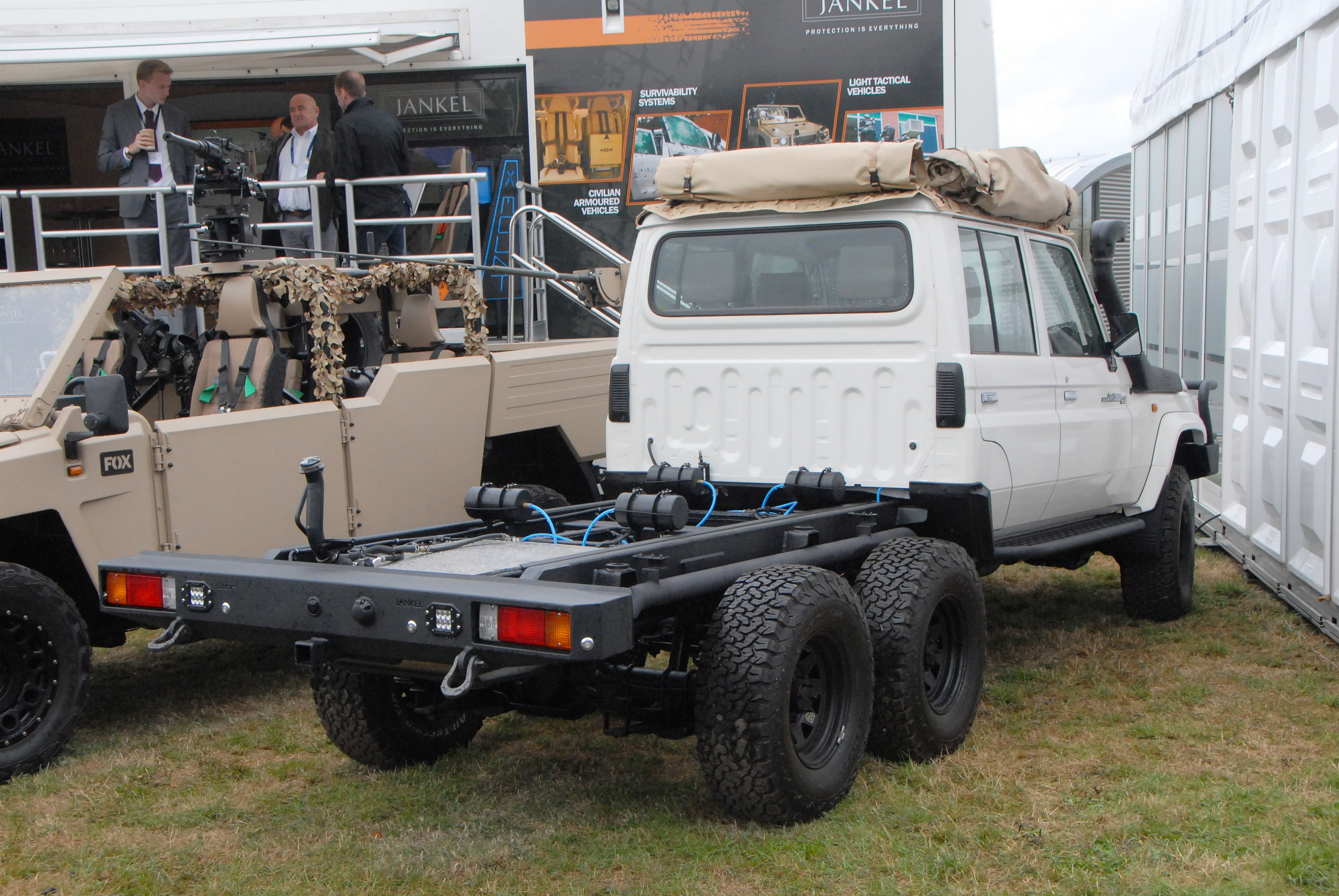
Version 6x6 du Fox de 2018
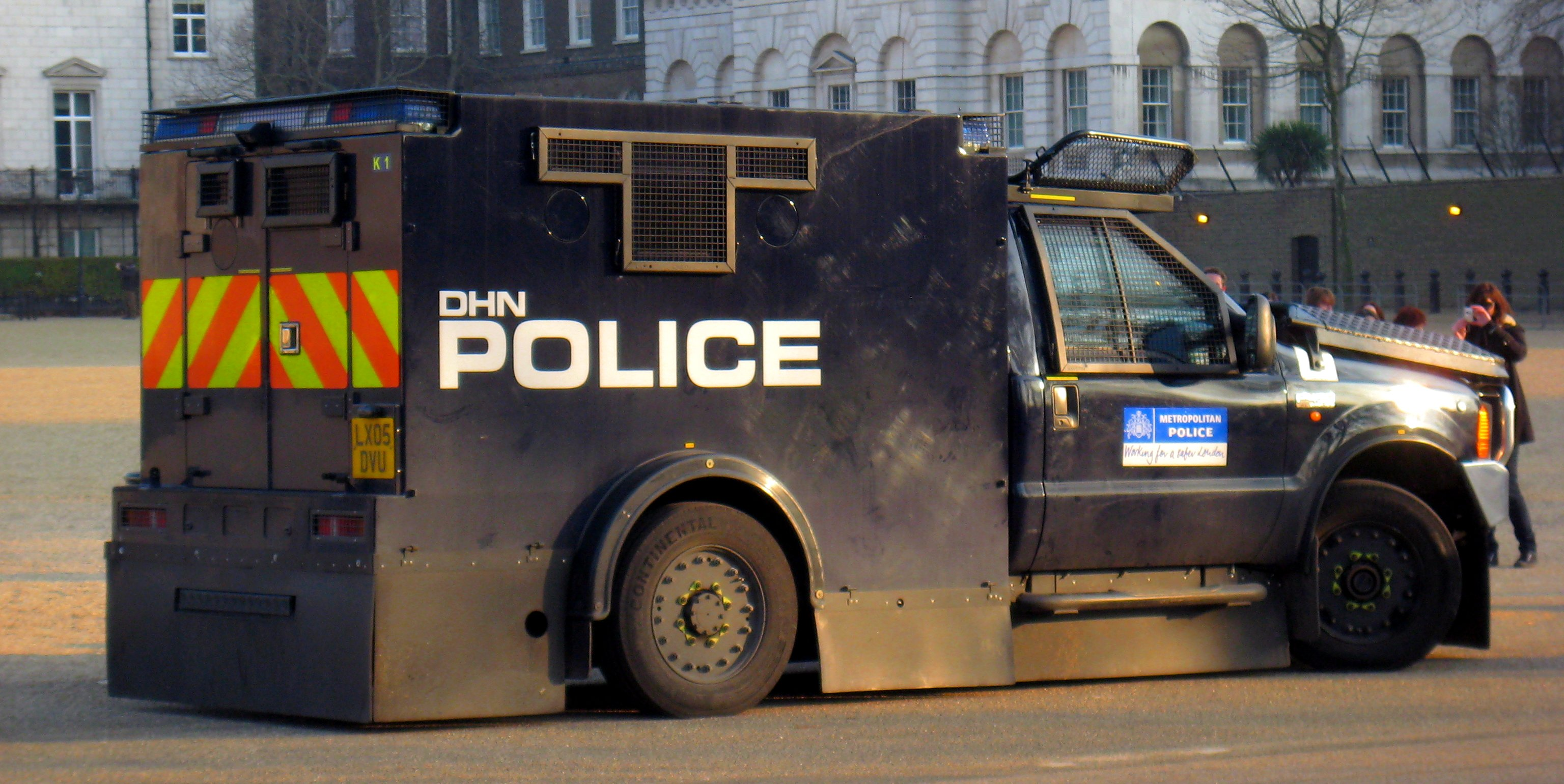
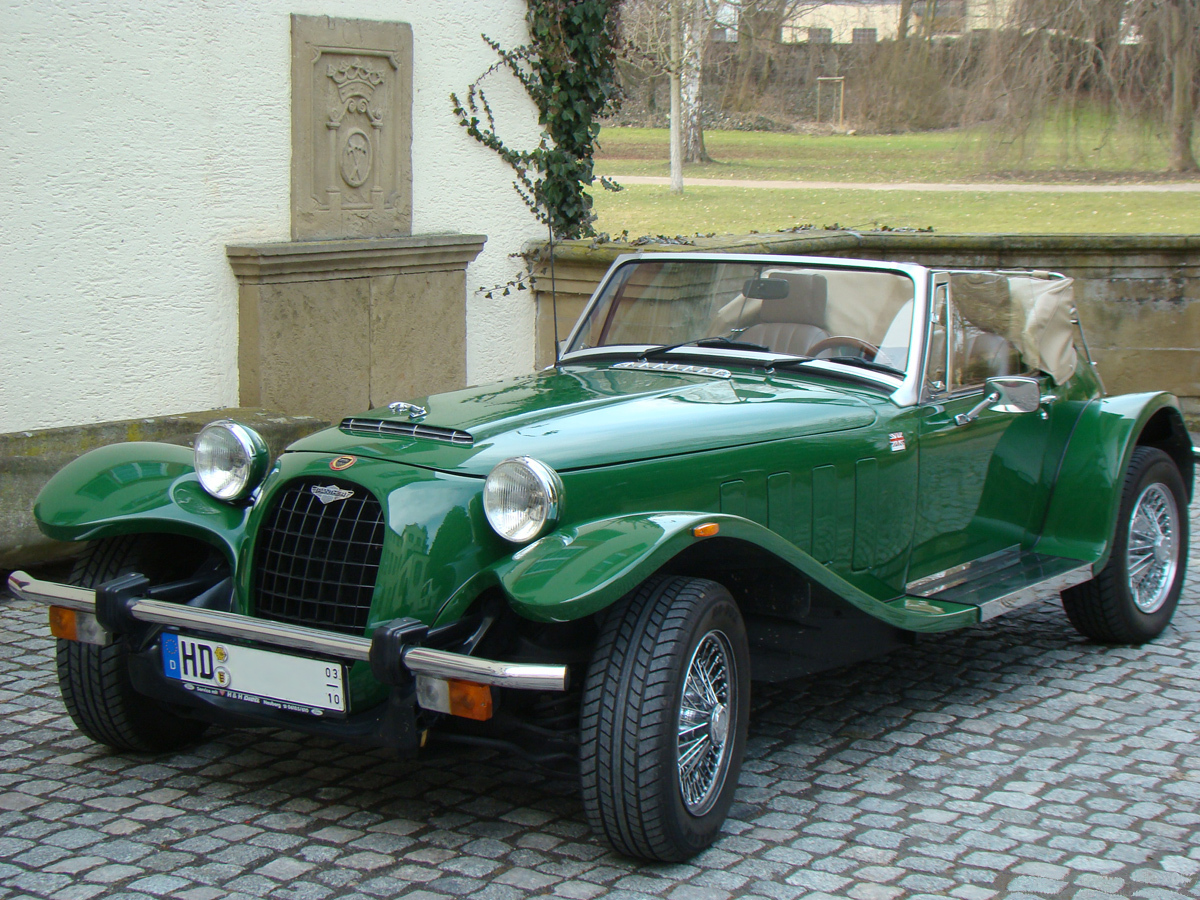
Robert Jankel a également commercialisé sous la marque Panther Westwinds des voitures basées sur les composants disponibles dans le commerce d'autres fabricants.